# The Line (Lisa Stansfield-dal)
A The Line című dal Lisa Stansfield brit énekes-dalszerző 1997. szeptember 22-én megjelent kislemeze a Lisa Stansfield című 4. stúdióalbumról. A dalt Stansfield, Ian Devaney és Terry Gamwell írta. A dal az Egyesült Királyság kislemezlistáján a 64. helyezést érte el.
A dalhoz készült remixeket a The Boilerhouse Boys, Ashley Beedle, The Black Science Orchestra, Ian O'Brien, Snowboy, Danny Breaks és Mark Mendoza készítették. A dalhoz készült videoklipet Rocky Schneck rendezte. Ezt követően Stansfield egy mini turnéra indult az Egyesült Királyságban.
A "The Line" (The Black Science Orchestra Mix) szerepelt az 1998-ban megjelent "The Remix Album" válogatáson is, valamint a Biography: The Greatest Hits 2003-as CD kiadásán is. A dal remixei a "Lisa Stansfield" stúdióalbum 2CD + DVD deluxe kiadásán is helyet kaptak, valamint a "People Hold On...The Remix Anthology" című albumon, és a "The Collection 1989-2003" című válogatás lemezen is.

## Kritikák
A Music & Media ezt írta a dalról: Adott a jelenlegi névadó stúdióalbum, mely  ezen a pályán nem sokat ér, hogy megerősítse Lisa Stansfield státuszát, mint az Egyesült Királyság vezető R&B művészei között. A midtempójú dal megmutatja őt, hogy a legjobb, és a dal érdemes arra, hogy további zenei programozók remixeket készítsenek belőle.

## Számlista
| Európai CD single 1. "The Line" (Album Edit) – 3:34 2. "The Line" (Boilerhouse Radio Edit) – 4:05 Európai CD maxi-single 1. "The Line" (Album Edit) – 3:34 2. "The Line" (Boilerhouse Radio Edit) – 4:05 3. "The Line" (Pure Funk Radio Edit) – 3:28 4. "The Line" (Black Science Magic Vocal) – 6:14 5. "The Line" (Ian O'Brien's Desert Funk Mix) – 8:37 6. "The Line" (Snowboy's Extended Mix) – 4:20 7. "The Line" (Loop Da Loop Gangster House Mix) – 6:56 European 12" single 1. "The Line" (Black Science Magic Vocal) – 6:14 2. "The Line" (Loop Da Loop Gangster House Mix) – 6:56 3. "The Line" (Hippie Torrales Mentor Mix) 4. "The Line" (Ian O'Brien's Desert Funk Mix) – 8:37 Európai promóciós CD single 1. "The Line" (Album Edit) – 3:34 UK promóciós CD single 1. "The Line" (Album Edit) – 3:34 2. "The Line" (Boilerhouse Radio Edit) – 4:05 3. "The Line" (Pure Funk Radio Edit) – 3:28 4. "The Line" (Hippie Torrales Radio Edit) – 3:39 5. "The Line" (Snowboy Radio Edit) – 3:33 UK promóciós 12" single (Line 1) 1. "The Line" (Loop Da Loop Uptown Mix) 2. "The Line" (Loop Da Loop Downtown Mix) UK promóciós 12" single (Line 2) 1. "The Line" (Black Science Magic Vocal) – 6:14 2. "The Line" (Hippie Torrales Mix) – 6:41 | UK promóciós 12" single (Line 3) 1. "The Line" (Pure Funk Mix) – 4:20 2. "The Line" (Devaney & Mokran Mix) – 5:55 UK promóciós 12" single (Line 4) 1. "The Line" (Ian O'Brien's Desert Funk Mix) – 8:37 2. "The Line" (Ian O'Brien's Benfleet 3:30 Mix) – 10:06 UK promóciós 12" single (Line 5) 1. "The Line" (Boilerhouse Mix) 2. "The Line" (Snowboy Extended Mix) – 4:20 Európai promóciós 12" single (Black Science Orchestra Vs Lisa Stansfield) 1. "The Line" (Black Science Magic Session Part 1) – 5:51 2. "The Line" (Black Science Magic Session Part 2) – 6:29 Európai promóciós 12" single (Unreleased Pressure) 1. "The Line" (Ian O'Brien's Benfleet 3:30 Mix) – 10:06 2. "The Line" (Loop Da Loop Downtown Dub) Egyéb remix 1. "The Line" (The Black Science Orchestra Mix) – 5:58 |

## Slágerlista
| Slágerlista (1997)                    | Legjobb helyezések |
| ------------------------------------- | ------------------ |
| Skócia (Scottish Singles Top 40)      | 83                 |
| Spain Radio (PROMUSICAE)              | 29                 |
| Egyesült Királyság (UK Singles Chart) | 64                 |
| UK R&B (Official Charts Company)      | 16                 |